# 若手芸人は見た!実録（秘）芸能界
『若手芸人は見た!実録（秘）芸能界』（わかてげいにんはみたじつろくまるひげいのうかい）は、TBS系でスーパーフライデー内の不定期で放送されていたバラエティ特番。
内容は、若手お笑い芸人がある有名人のあぶない話を暴露するものである。

## 出演者

### 司会
- 久本雅美
- くりぃむしちゅー

### パネラー
- 第1回ゲスト : 中尾彬、ガッツ石松、磯野貴理子、上島竜兵、KABA.ちゃん、ダンディ坂野、根本はるみ、森下千里
- 第2回ゲスト : デヴィ・スカルノ、KABA.ちゃん、安めぐみ、若槻千夏、あびる優
- 第3回ゲスト : 江守徹、浜田幸一、高田純次、竹原慎二、上島竜兵、三船美佳、眞鍋かをり、インリン・オブ・ジョイトイ、小倉優子

### 若手芸人
- 第1回ゲスト : 原口あきまさ、マギー審司、長井秀和、はなわ、青木さやか、フットボールアワー、劇団ひとり、ホリ
- 第2回ゲスト : はなわ、土田晃之、品川庄司、劇団ひとり、だいたひかる、カンニング、ペナルティ、アメリカザリガニ、スピードワゴン
- 第3回ゲスト : 原口あきまさ、FUJIWARA、ペナルティ、カンニング竹山、森三中、飯尾和樹、アンガールズ、インスタントジョンソン

### ナレーター
- 木村匡也

## 放送日・タイトル
- 第1，2回 : 2004年6月18日・2004年10月29日 - 若手芸人は見た！実録（秘）芸能界・本当にあったコワーイ話スペシャル
- 第3回 : 2005年5月29日 - 若手芸人は見た！実録（秘）芸能界・本当にあった仰天伝説大検証スペシャル

## スタッフ
- 演出 : 千葉隆弥
- プロデューサー : 金田武信、福島ツトム、金佐智絵
- 技術協力 : ティ・ピー・ブレーン、アンサーズ (第1回)、麻布プラザ (第2回以降)
- 美術協力 : CAVIN
- スタッフ協力 : ダイナマイトレボリューションカンパニー
- 制作 : MADWORDS
- 製作 : TBS